# Ganymedes 4
Ganymedes 4 is een bundel sciencefictionverhalen uitgegeven door A.W. Bruna Uitgevers.

## Achtergrond
Schrijvers, vertalers, lezers van sciencefiction konden hun eigen verhaal insturen naar Bruna om opgenomen te worden in de bundelreeks Ganymedes, die uiteindelijk tien delen zou krijgen. Ganymedes 4 was de laatste bundel in de genummerde Bruna SF-reeks. Verdere bundels werden uitgebracht als Zwarte Beertjes. De verhalen werden uitgekozen door Vincent van der Linden en werden doorlopend afgedrukt. Van der Linden zag bij uitgifte van Ganymedes 4 de bui al hangen. De belangstelling voor sciencefiction liep terug, hij zag meer mogelijkheden in sf-raakpunten met fantasy en horror.

## Korte verhalen
Voorwoord: Onthullingen in een spiegel
1. Koen Buytaert, Christiane Varen: De laatste opdracht
2. Peter Cuijpers: Voor en na de emotiebaan
3. Ben Joosten: Suite voor orkest en straalpistool
4. Bob van Laerhoven: Boodschapper
5. John Breeschoten: Het zaad
6. Guido Eekhaut: De observator en het beeld
7. Kathinka Lannoy: Poppenregen
8. Ingeborg de Groot: Het eendagsgeluk
9. Eddy C. Bertin: De sterrentombe van GN'Orti
10. Léon van der Plas: Beet
11. Dirk Vermiert: Het elssyndroom
12. Gert Kuipers, Jan Kuipers: De Jansens komen vanavond
13. Paul van Herck: Sol 3
14. Alex Reufels: Kruistochten
15. Remco Meisner: Parkoers in tachtig dimensies
16. Ron Ritzerfeld: De grotten van Llan
17. Norbert Stuyt: Ontmoeting
18. Tony de Ridder: De sprong
19. Thomas Wintner: Een defekt apparaat
20. John Vermeulen: Burgermannetje
21. Renée van Hensbergen: Krokodilletranen
22. Anton J. Behrens: Charlotte
23. Simon Rietveld: De lokkende vlakte
24. Pieter Ruysch: Rand, waar ben je
25. Caren Peeters: Felis astralis
26. Tais Teng: Neonmaan
27. Bert Daenen: Verloren zoon
28. Frank Frankhuizen: Tijd genoeg

## Verhalen en schrijvers
- John Breeschoten is een vertaler Duits. Zijn verhaal Het zaad gaat over de strijd der seksen, die ontaard is in een oorlog.
- Het eendagsgeluk is het enige bekende verhaal van Ingeborg de Groot, verder onbekend; het handelt over de werkloze IT-er Jimmie die zijn tijd doorbrengt bij zijn vrienden bij een bende; zij hebben steeds onenigheid en leveren slag met de werkzame IT'ers. Op een dag krijgt Jimmie een baan aangeboden; hij kan zijn geluk niet op. Een dag later wordt hij zich ervan bewust; hij heeft nu wel een baan, maar geen vrienden meer. Hij moet nu slag leveren met zijn vroegere werkloze vrienden.
- Beet is samen met Dokter ik voel mij niet zo goed het enige bekende verhaal van Léon van der Plas; het gaat over een verregaand geautomatiseerde wereld, waarin Bart Verdonk een ochtend gaat vissen. Hij gebruikt daarbij een geheel geautomatiseerde hengel, die je kan afstemmen op een geheel geautomatiseerde vis. Levende vissen bestaan in het tijdperk niet meer. Toch gaat het niet goed tijdens de visbeurt, iemand heeft de vangcode van de karper gewijzigd. Als Bart Verdonk stiekem gaat experimenteren, haalt hij toch een karper binnen, zet de schakelaar op uit, wijzigt de vangcode opnieuw, zet de schakelaar op aan, zet de vis terug en gaat voldaan naar huis.
- Kruistochten is van schrijver Alex Reufels, die enkele verhalen op zijn naam heeft staan, maar ook meewerkte aan het toneelstuk Het Kafka Syndroom; Kruistochten is geïnspireerd op de Iraanse Revolutie onder Ruhollah Khomeini; Reufels verplaatste het naar een christelijke samenleving; om aan de macht te blijven werkt een minister-president van een Westers land samen met de geloofsinstanties in dat land; die geloofsinstanties "gebruiken" diezelfde minister-president om zelf niet als ophitsers bekend te staan; het is het langste verhaal in Ganymedes 4.
- Parkoers in tachtig dimensies is een verhaal over een wedstrijd in meerdere dimensies; schrijver Remco Meisner zou later diverse bundels met sf uitbrengen onder de titel Fantastische vertellingen, een late opvolger van de serie Ganymedes X.
- De grotten van Llan handelt over de plotselinge ontdekking van onderzeese grotten met wandtekening, dan wel inscripties; aan de hand van computervertalingen van die inscripties wordt een beeld gevormd van Llan, het wezen dat de inscripties zou hebben gemaakt; zij was de laatste overlevende van een familie/stam, die onderwater leefde; zij konden niet overleven in de “normale” buitenlucht. Vanwege haar eenzaamheid zou zijn uiteindelijk zelfmoord plegen door naar het wateroppervlak te drijven.
- Ontmoeting is het enige bekende verhaal van Norbert Stuyt; het is nauwelijks 2 bladzijden (pocket) lang; het is een kop-staartverhaal dat steeds van vooraf aan gelezen kan worden; een militair bevindt zich in een stad in oorlogsgebied; hij slaat een hoek om, schuilt, achter hem komt een nieuwe soldaat de straat is; er komt een vuurgevecht; de eerste soldaat overlijdt; de overwinnaar steelt de bewapening van de eerste soldaat en kan vervolgens niets anders doen dan de hoek om te gaan en een nieuwe straat betreden.
- De sprong van Tony de Ridder heeft als onderwerp het accepteren van de zinloosheid van leven of juist de eventuele zin van het leven. Motto: "Het vermoeden van een uiteindelijke zin van het bestaan is ondeugdelijk cement voor het bouwwerk van de menselijke geest".
- Krokodilletranen (jaren 70-spelling) van Renée van Hensbergen; het verhaal gaat over een opgebroken liefde tussen mens en krokodil, de krokodillentranen zijn hier letterlijk en niet figuurlijk.
- Charlotte vormt samen met De staalboerin de enige bekende verhalen van Anton J. Behrens; Charlotte gaat over een androïdegezin bestaande uit Charlotte (steriele moeder), haar man ("vader") en pleeg/popdochter Charlotte; het kind Charlotte is net zo lastig op te voeden als een "echt" kind; moeder Charlotte brandt daardoor regelmatig door en gebruikt dan de robotequivalent van "tik op de vingers", vader vindt het allemaal wel goed vanachter zijn kracht en belt de dokter, als het weer eens is misgegaan (bedradingen beschadigd); De dokter bestrijdt zijn eigen ziekten door op de resetknop te drukken.
- De lokkende vlakte is een van de drie verhalen geschreven onder de naam Simon Rietveld; de bewoners van een planeet hebben te lijden onder een uitstervende zon. Als twee ruimteschepen naderen, gaat men uit van redding. Dat blijkt een misvatting; de aliens roeien de plaatselijke bevolking uit. Eerst op grote schaal, daarna op persoonlijk niveau, waarbij ze gebruikmaken van lokkertjes, zoals een schijnbaar veilige open vlakte ten opzichte van het gevaarlijke bos. Als de laatste bewoner is gedood, vestigen de aliens zich op de planeet, zich onbewust van het feit dat deze op het punt van vernietiging staat.
- Rand, waar ben je is een van de vijftal verhalen die bekend zijn van Pieter Ruysch, soms te lezen in de Ganymedes-reeks. Het gaat over het stelletje Rand en Amela, die in een berg een schatkamer hebben gevonden met oude artefacten. Amela, nuchter, is alleen geïnteresseerd in huishoudelijk nog te gebruiken apparaten. Rand droomt weg bij de oude papieren met verhaalrestanten.
- Verloren zoon is een van de weinige verhalen, die traceerbaar zijn van Bert Daenen; het verhaal gaat over Ignace, een mutant, die "uitgevonden" is door de baas van het Tijdscentrum, dat tijdreizen verzorgt; geen letterlijke tijdreizen, maar tijdens dromen van hun klanten wordt een film in hun hersenen afgespeeld, die de klanten het idee geven dat ze in de tijd hebben gereisd. Dat kan gezien de werkwijze alleen nog naar het verleden, maar de baas is ook bezig met het in kaart brengen van de toekomst. Ondertussen is hij bezig met "zijn" mutant, die constant boven de vloer zweeft, die een zilveren huid heeft en rode tranen plengt; de mutant beschikt over psykrachten.
- Tijd genoeg is een van de drie verhalen bekend van Frank Frankhuizen. Het speelt zich af op de Aarde waar de robots het voor het zeggen hebben. Ze zijn ooit op de wereld gezet om een nieuw ras te vormen. Echter het blijkt dat ze zich zelf niet ontwikkelen, de mensen die voor robotontwikkeling moeten zorgen zijn zelf gedegenereerd tot kinderlijke wezens, omdat ze niet meer voor zichzelf hoefden te zorgen. De robots blijven met allerlei vragen zitten, maar hebben alle tijd van de wereld.